# Mabel Malherbe
Mabel Malherbe, född 1879, död 1964, var en sydafrikansk politiker. 
Hon var filantrop och verksam inom Suid-Afrikaanse Vrouefederasie.
Hon och Elsie van Broekhuizen var delegater till den stora självständighetskongressen i Bloemfontein 1919, där de var de enda kvinnliga delegaterna. Hon blev Afrikas första kvinnliga borgmästare under sin tid som borgmästare för Pretoria 1931-1932. Hon var ledamot (Nationalistpartiet) i Sydafrikas parlament för Wonderboom 1934-1939. Hon var den andra kvinna (efter Leila Reitz 1933) som valdes in i Sydafrikas parlament efter införandet av kvinnlig rösträtt 1931.